# Tarabanienie
Tarabanienie – wielkanocny zwyczaj praktykowany w czasie nocy z Wielkiej Soboty na Wielką Niedzielę w Iwaniskach.
Geneza zwyczaju nie jest znana. Wedle miejscowej tradycji wywodzi się on z czasów potopu szwedzkiego. Na kilka minut przed północą w Wielką Sobotę w czasie czuwania przy grobie Jezusa do kościoła pw. św. Katarzyny Aleksandryjskiej w Iwaniskach wnoszony jest taraban (masywny mosiężny bęben z rozciągniętą skórą czerwonego byka). Od północy do godziny pierwszej strażacy miejscowej Ochotniczej Straży Pożarnej wybijają na tarabanie określony rytm; tarabanienie rozpoczyna najlepszy dobosz. Następnie strażacy przenoszą się pod plebanię w Iwaniskach, gdzie zgodnie z tradycją mają obudzić proboszcza. Potem młodzi kawalerowie uderzają w taraban przed domami miejscowych panien. Tarabanienie trwa do rozpoczęcia mszy rezurekcyjnej w poranek Wielkiej Niedzieli. Odgłos tarabanów ma być związany z odgłosem pękania skał i huku w czasie zmartwychwstania.
Podobną tradycją do tarabanienia jest barabanienie, które odbywa się w Iłży. Innym podobnym zwyczajem jest wielkanocne tarabanienie w Zakrzówku; zwyczaj ten wywodzi się z początku XIX wieku.